# ميناء نيويورك

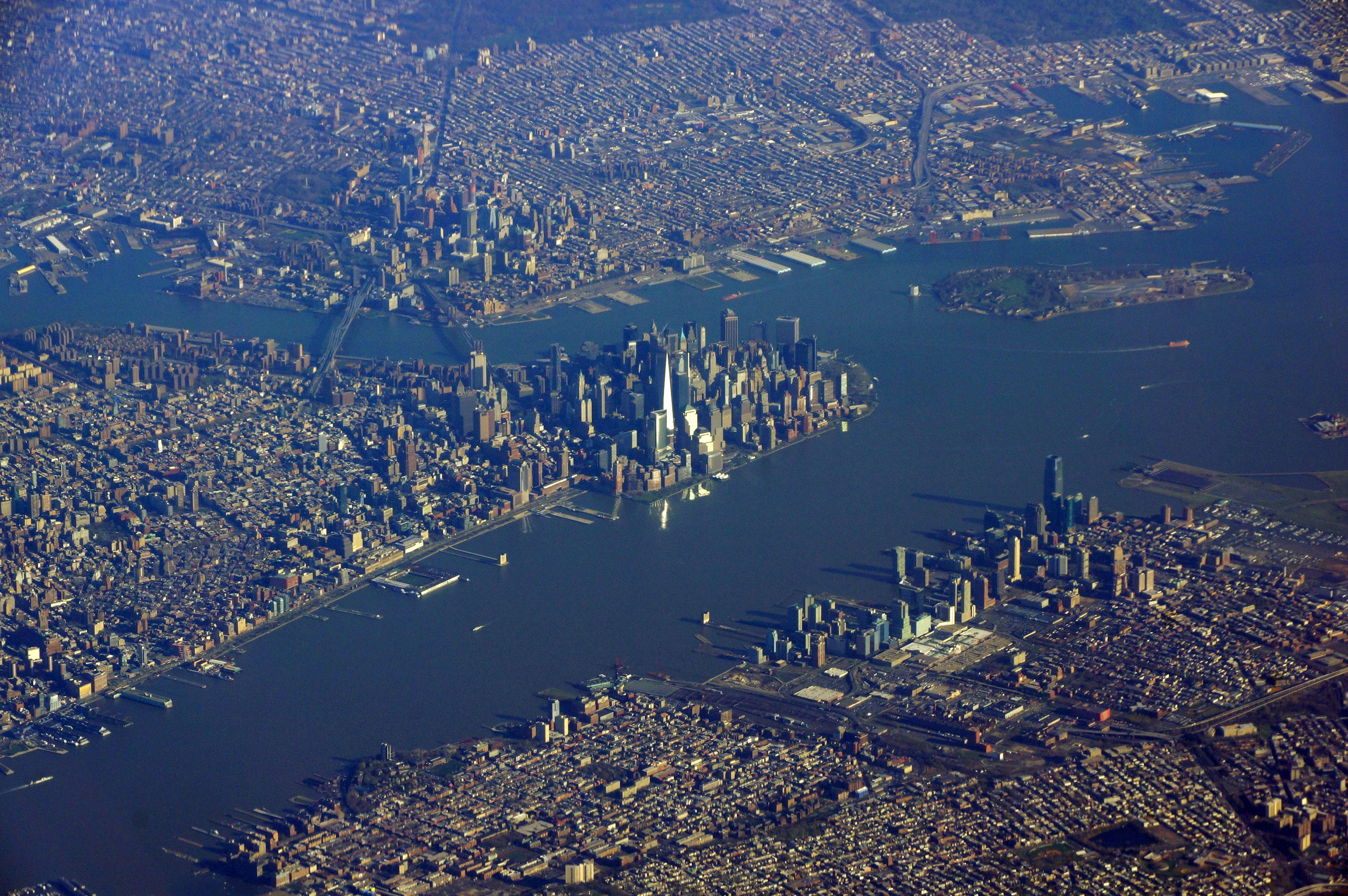
ميناء نيويروك أبريل 2013.

ميناء نيويورك (بالإنجليزية: New York Harbor)‏ هو مصطلح جغرافي يشمل جميع الأنهار والخلجان ومصبات الأنهار الواقعة بالقرب من مصب نهر هدسون في محيط مدينة نيويورك. قد يشير هذا المصطلح أيضًا في المقام الأول إلى خليج نيويورك وأجزائه الخليج العلوي والخليج نيويورك السفلى، يشار إليهما أحيانًا باسم ميناء العلوي وميناء السفلى على التوالي.
كما أنه يسمى أحيانا «ميناء نيويورك ونيو جيرسي» (موانئ نيويورك ونيو جيرسي ) بما أن المنطقة تشير إلى الحدود بين الولايات المتجاورة نيويورك ونيو جيرسي.
بالإضافة إلى شواطئ مانهاتن وبروكلين وجزيرة ستاتن، التي تشكل ثلاثة من المناطق الإدارية الخمسة لمدينة نيويورك، يجمع الميناء بشكل واسع بين المدن الساحلية المختلفة في نيو جيرسي عند مصب نهر هدسون مثل جيرسي سيتي، هوبوكين أو بايون.
هيئة ميناء نيويورك ونيوجيرسي تدير جميع البنى التحتية للميناء، وكذلك تلك المتعلقة بالنقل غير البحري، بما في ذلك الجسور والأنفاق والنقل العام (الحافلات والقطارات والمترو).

## تاريخ
اكتشف جيوفاني دي فيرازانو خليج نيويورك في 1524 بتكليف من قبل ملك فرنسا، فرانسوا الأول، وأطلق عليه اسم «نيو أنجوليم» لأن الملك كان أيضًا حاكمٌا لأنجوليم. لم يمض وقت طويل حتى تم اعتماد الميناء من قبل التجار والمسافرين في العالم. في النصف الثاني من القرن التاسع عشر، وتطورا لميناء حيث وصل نقل الركاب بواسطة البواخر التي تمر عبر نيويورك إلى حوالي مليون شخص بين يونيو 1927 ويونيو 1928.
شهد الميناء انخفاضًا نسبيًا بعد الحرب العالمية الثانية بسبب ظهور ظهور واجهة المحيط الهادئ للتجارة ومنافسة النقل الجوي للمسافرين. في بداية الستينيات، فقد الميناء المرتبة الأولى في العالم لصالح ميناء روتردام.
تاريخيا، كانت مرافق الميناء تقع جنوب مانهاتن في ميناء ساوث ستريت. لم يبق حاليا إلا نشاط تكميلي في بروكلين (منطقة هوك الأحمر) ومحطة هوك هولاند البحرية في جزيرة ستاتن.
منذ الخمسينيات من القرن الماضي، انتقل نقل البضائع (بما في ذلك الحاويات) إلى محطة نيوآرك إليزابيث البحرية  في نيوآرك، نيوجيرسي، شمال جزيرة ستاتن (المرتبة الخامسة عشرة عالميًا).